# Han Zhidong
Han Zhidong (Guangdong, 29 juli 1977) is een Chinees waterpolospeler.
Han Zhidong nam als waterpoloër één keer deel aan de Olympische Spelen in 2008. Op de Aziatische Spelen 2006 won hij de gouden medaille en in 2010 een zilveren. In 1998 en in 2002 een bronzen. Zhidong wordt gezien als een van de beste Chinese waterpoloërs aller tijden.